# Grupa z Coppet
Grupa z Coppet (Groupe de Coppet) − nieformalne ugrupowanie intelektualistów i artystów europejskich, zgromadzonych wokół osoby Madame de Staël w Coppet. Spotkania odbywały się od 1804 − po wygnaniu Madamede Staël z Francji przez Napoleona Bonaparte i zamieszkaniu jej w Szwajcarii − do ok. 1815 r.
Grupa z Coppet kontynuowała tradycję salonów literackich prowadzonych przez Madame de Staël w Paryżu. Choć grupa nie posiadała ukształtowanego programu, jej członkowie podejmowali różne ważne dla epoki problemy i tematy (interpretacja rewolucji, teatr, literatura, wolność, liberalizm, myśl historyczna, dziedzictwo Oświecenia, ekonomia, zjawiska religijne, Europa).
Znani uczestnicy m.in.:
- George Gordon Byron[3]
- Dorota Barbara Jabłonowska, czyli Madame Józef Klemens Czartoryski
- Józef Bonaparte
- Adelbert von Chamisso
- François-René de Chateaubriand
- Carl von Clausewitz
- Humphry Davy
- François Guizot
- Emma, Lady Hamilton
- Wilhelm von Humboldt
- Alphonse de Lamartine
- Matthew Gregory Lewis
- Adam Gottlob Oehlenschläger
- Charles Pictet de Rochemont
- Juliette Récamier
- Carl Ritter
- Aleksander Antoni Sapieha
- Friedrich Schlegel
- Christian Friedrich Tieck.